# Đề can

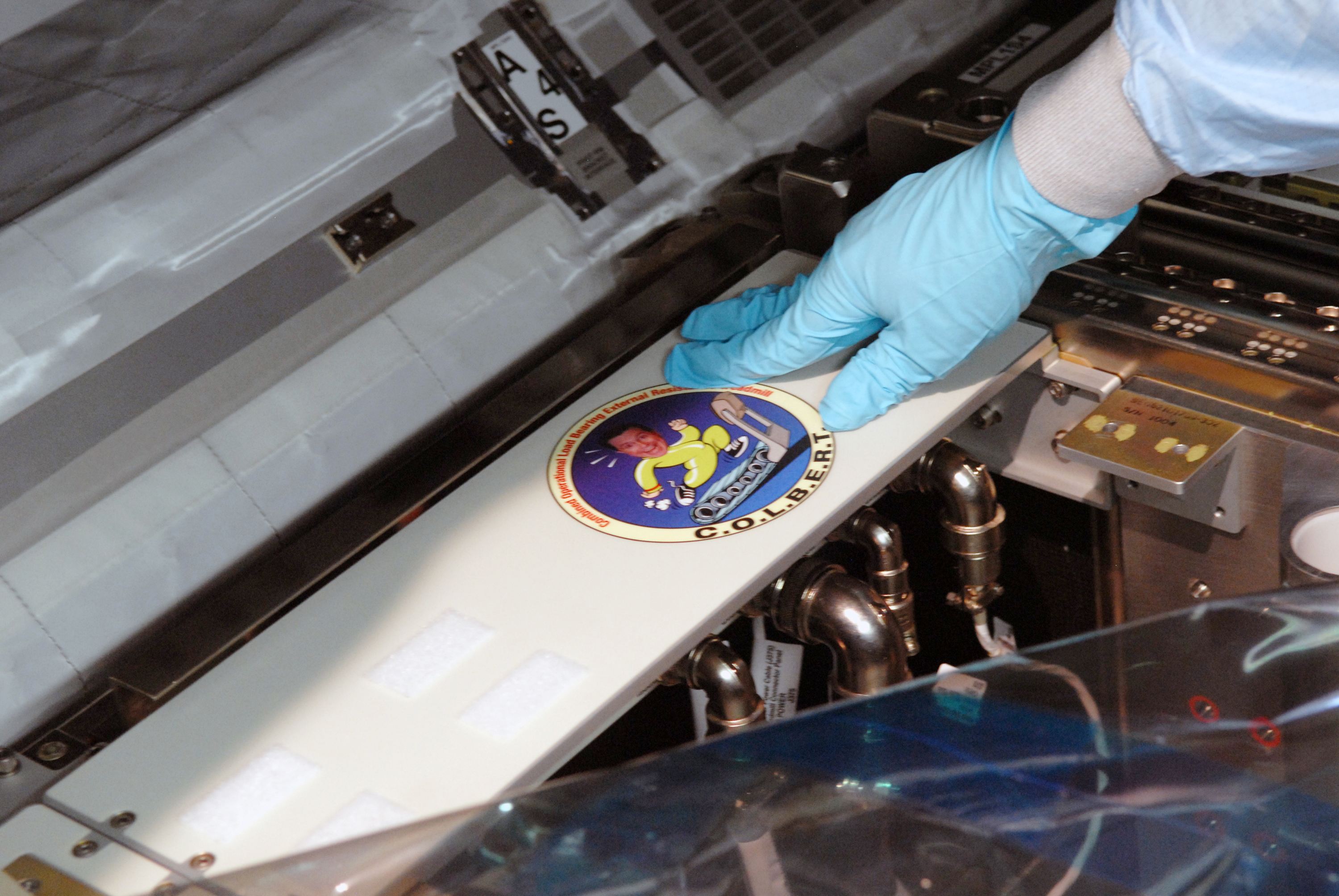

Đề can (viết tắt của từ Decalcomania có gốc từ tiếng Pháp décalcomanie), đôi khi được viết là đềcan, in decal, đềcal... là một loại nhãn tự dính, có sẵn keo có thể dính dưới tác dụng của áp lực.
Khác với các loại nhãn khác, sử dụng lớp keo dính nhờ làm ướt và khô đi, hoặc nung nóng, lớp keo của đề can được gắn sẵn với đề can, sẽ dính vào vật liệu cần dính nhờ một lực ấn nhẹ.

## Cấu tạo
Đề can thường gồm bốn lớp chủ yếu:

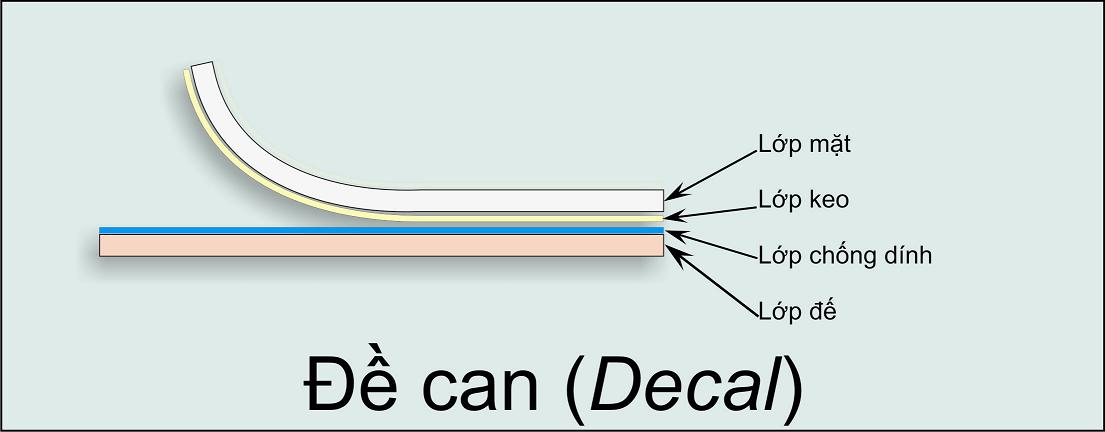
Cấu tạo 4 lớp chủ yếu của đề can

1. Lớp mặt có thể là giấy, màng nhựa tổng hợp hoặc vải, có thể được tráng hoặc không tráng các chất vô cơ như cao lanh hoặc tấm kim loại. Lớp mặt thường có khả năng in, viết được. Lớp mặt có thể được gia cố thêm lớp màng mỏng, trong để ngăn cách hơi ẩm và bụi
2. Lớp keo (thường là acrylic) được phủ lên mặt đáy của lớp mặt và thường dính chặt vào lớp mặt
3. Lớp ngăn cách dính, có thể bằng silicon hoặc PE-silicon, được phủ lên mặt trên của lớp đế để ngăn cách lớp đế khỏi dính vào lớp keo
4. Lớp đế có thể là giấy Kraft hay Glassine, nhằm bảo vệ lớp keo khi chưa sử dụng.

## Thông số kỹ thuật
- Độ trắng của lớp mặt
- Định lượng (của cả bốn lớp và của chỉ hai lớp trên)
- Độ dày (của cả bốn lớp và của chỉ hai lớp trên)
- Độ bám dính của keo
- Độ bắt mực in của lớp mặt
- Độ bền màu dưới ánh sáng mặt trời
- Độ bền xé (hai lớp trên) theo chiều ngang và chiều dọc

## Ứng dụng
Đề can thường được dùng để in nhãn giới thiệu nội dung các vật dụng, sản phẩm trong công nghiệp, trong văn phòng và trong sinh hoạt hay dùng với chức năng ghi dấu bảo hành (đối với loại này chúng ta thường thấy decal vỡ các cửa hàng bán đồ điện tử dán vào sản phẩm của họ để tính ngày bảo hành cũng như xem đồ điện tử ấy đã được mở chưa v.v...)

## Phân loại:
In decal phân làm 3 loại:
- In decal trong: Là loại có lớp mặt trong suốt, được làm bằng nhựa tổng hợp có màu trong suốt.
- In decal trắng hay còn gọi là decal sữa: Là loại mà lớp mặt cũng được làm từ nhựa tổng hợp. Nhưng lớp nhựa này có màu trắng đục. Nên gọi là in decal sữa hay decal trắng.
- In decal lưới: Là loại decal có các chấm, lỗ như ô lưới. Các hình ảnh, nội dung của decal lưới được hiển thị giống dạng pixel. Tức các nội dụng được tạo ra nhờ nhiều các chấm nhỏ.